# Tupoljev Tu-330
Tupoljev Tu-330 je sredje veliko reaktivno transportno letalo, ki razvijajo pri Tupoljevu. Nasledil bi starejše turbopropelersko letaloAn-12. Letalo bi bilo po velikosti med Il-112 in Il-76, po sposobnostih bi bil podoben An-70.
Tu-330 ima dve visoki krili z dvema visokoobtočnima turboventilatorskima motorjema PS-90A nameščenima pod krili. Druga opcija motorja je  Kuznecov NK-93, ki lahko deluje na gorivu utekočinjeni zemeljski plin. Letalo bi imelo veliko podobnosti s komercialnim potniškim Tu-204/Tu-214 za zmanjšanje stroškov razvoja in vzdrževanja.

## Tehnične specifikacije
- Posadka: 2
- Dolžina: 42,00 m (137 ft 9½ in)
- Razpon kril: 43,50 m (142 ft 8½ in)
- Višina: 14,00 m (45 ft 1¼ in)
- Površina kril: 195,5 m2 (2104 ft2)
- Gros teža: 103 500 kg (228 175 lb)
- Tovor: 35 000 kg
- Motorji: 2 × Aviadvigatel PS-90A turbofana, 171 kN (38 400 lbf) potisk vsak

- Potovalna hitrost: 850 km/h
- Dolet: 3000 km (1865 milj)
- Višina leta (servisna): 11 000 m (36 100 ft)